# Daphnia pulex
Daphnia pulex là loài phổ biến nhất nhất của bộ Cladocera. Nó là một loài có phân bố quốc tế, được tìm thấy trên khắp Châu Mỹ, Châu Âu và Úc. Nó là một loài sinh vật mô hình và là loài giáp xác đầu tiên có trình tự gen.

## Sinh thái học
Daphnia pulex xuất hiện trong một loạt các môi trường sống dưới nước, mặc dù nó có liên quan chặt chẽ nhất với các hồ nhỏ và tối. Trong hồ nghèo dinh dưỡng, D. pulex có rất ít sắc tố, trong khi nó có thể trở thành màu đỏ tươi trong nước giàu dinh dưỡng do việc sản xuất hemoglobin.